# Adama Dramé

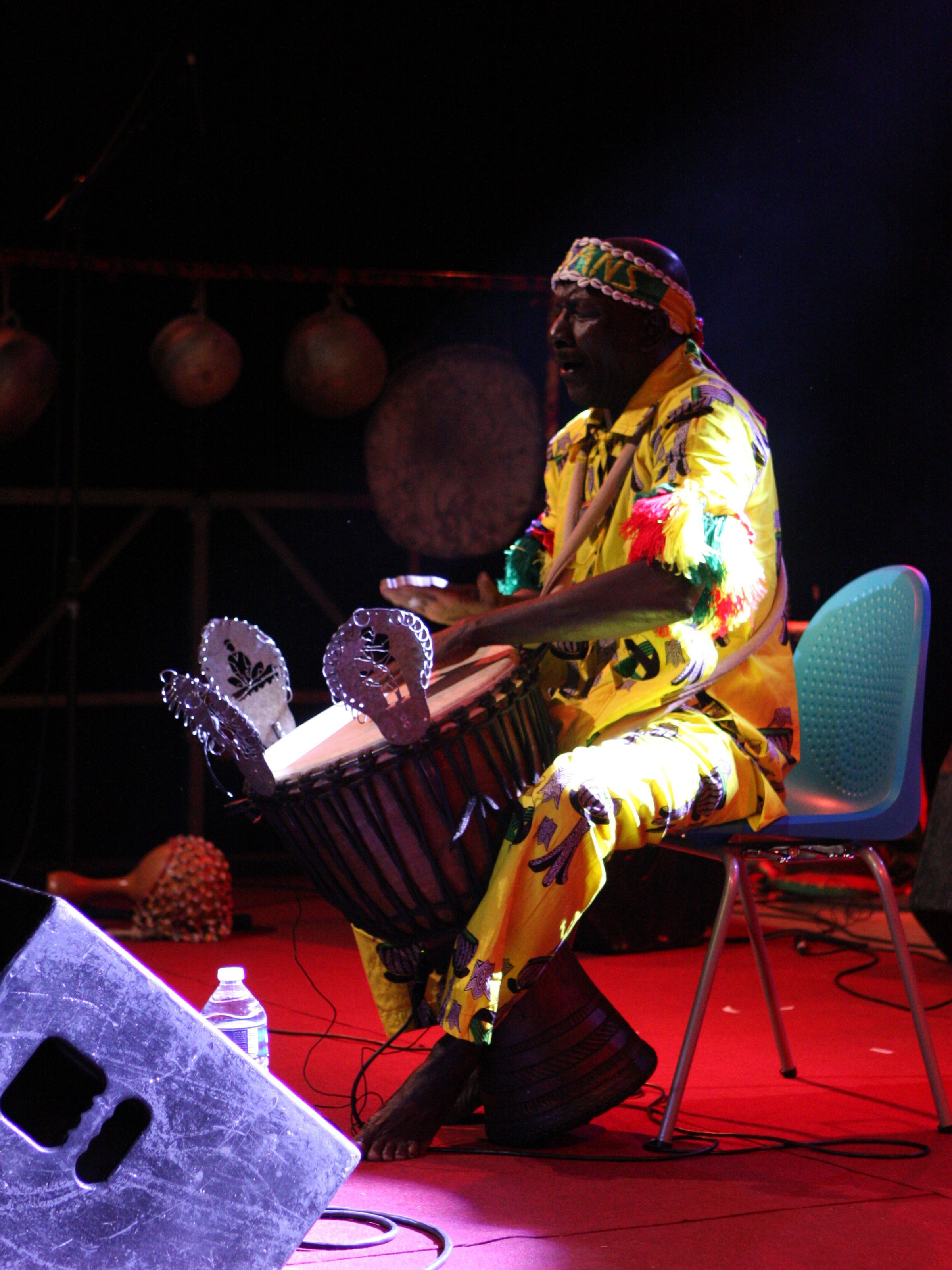

Adama Dramé (Nouna, 1954) is een djembéfola uit Burkina Faso. Hij heeft de kunst van het djembé spelen van zijn vader Salifou geleerd, een beroemde djeli. Als zesde generatie 'Djeli griot' trad hij al op 12-jarige leeftijd toe tot de groep van zijn vader. Een gerespecteerde dorpsverteller/historicus reciteert belangrijke gebeurtenissen van zijn volk op de ritmes van de djembé: oorlogen, familiegeschiedenissen, seizoenen, jacht enz. Dit reciteren kan soms een ganse nacht duren en fouten in tempi of bewoordingen worden niet getolereerd.
Alhoewel de griot vooral als doel heeft zijn erfgoed en cultuur te behouden en te respecteren, werden door vader Dramé ook moderne accenten gelegd in de muzikale bezetting door toevoeging van gitaar, accordeon en een blazerssectie.
Adama Dramé volgde dit voorbeeld en combineerde een groter assortiment aan slagwerk in zijn werk.
Hij zorgde ook voor een internationale bekendheid van de griot door zijn optredens over de hele wereld en speelde nieuwe creaties met zijn groep onder andere in opdracht van het Zuiderpershuis in Antwerpen.
Met het Nationaal Ballet van Burkina Faso toerde hij in de jaren 70 door Europa. In jaren 80 vestigde hij zich in Groningen. Hij heeft daar veel les gegeven en velen geïnspireerd om djembé te gaan spelen. Later heeft hij zich in Ivoorkust gevestigd en speelt er met de dans- en percussiegroep "Foliba".
Adama Dramé is vader van 12 kinderen.